# Koninklijke Graven onder de Wawelkathedraal
De Koninklijke Graven onder de Wawelkathedraal (Pools: Groby Królewskie na Wawelu) is de benaming voor de koninklijke cryptes onder de Wawelkathedraal. De eerste koninklijke crypte is in de 16e eeuw onder de Sigismundkapel gebouwd. De crypte voor de Wasa-dynastie onder de Wasakapel is in de 17e eeuw gebouwd. In totaal hebben tien Poolse koningen hun laatste rustplek in in de cryptes gevonden.
Tot aan de 19e eeuw stonden de koninklijke sarcofagen in de Sigismund- en Wazacryptes. In 1872-1877 zijn de koninklijke cryptes onder leiding van Teofil Żebrawski, Józef Łepkowski en Jan Matejko gerenoveerd en opnieuw samengesteld. individuele cryptes werden met nieuwe gangen toegankelijk gemaakt. Drie koningen zijn in de 18e en 19e eeuw in de Sint-Leonarduscrypte bijgezet.
De cryptes zijn via de Czartoryskikapel te betreden.

## Sint-Leonarduscrypte
Deze romaanse crypte is in de periode 1090-1118 gebouwd en is een overblijfsel van de tweede kathedraal van Krakau (1090-1142). Jan III Sobieski en Marie Casimire Louise de la Grange d’Arquien werden hier op 15 januari 1734 bijgezet. Michaël Korybut Wiśniowiecki volgde in 1858. Oorspronkelijk gebouwd als laatste rustplaats voor de 12e-eeuwse bisschop Maurus van Krakau.

## Sigismundscrypte (16e eeuw)
| Jaar van bijzetting | Persoon                                   | Beschrijving | Graf |
| ------------------- | ----------------------------------------- | --- | ---- |
| 1533                | Barbara Zápolya (1495-1515)               | Koningin van Polen en grootvorstin van Litouwen tijdens haar huwelijk met Sigismund I van Polen. Deelt het graf met haar dochter Anna. De eenvoudige sarcofaag is in 1632, 1840 en 1874 gerestaureerd. |      |
| 1533                | Anna Jagiellonka (1515–1520)              | Prinses. Dochter van Sigismund I van Polen en Barbara Zápolya. Deelt het graf met haar moeder Barbara.                                                                                                 |      |
| 1572                | Sigismund II August van Polen (1520-1572) | Koning van Polen en grootvorst van Litouwen. De tinnen maniëristische sarcofaag is in 1572 in Gdansk vervaardigd en tussen 1873-74 gerestaureerd.                                                      |      |
| 1596                | Anna van Polen (1523-1596)                | Koningin van Polen en grootvorstin van Litouwen tijdens haar huwelijk met Stefanus Báthory. |      |
| 1599                | Anna van Oostenrijk (1573-1598)           | Koningin van Polen en grootvorstin van Litouwen tijdens haar huwelijk met Sigismund III van Polen. |      |
| 1600                | Anna Maria (1593-1600)                    | Prinses. Dochter van Sigismund III van Polen en Anna van Oostenrijk. |      |
| 1635                | Aleksander Karol Wasa (1614-1634)         | Prins. Zoon van Sigismund III van Polen en Constance van Oostenrijk. |      |
| 1734                | August II van Polen (1670-1733)           | Keurvorst van Saksen, koning van Polen en grootvorst van Litouwen. Zijn hart is bijgezet in de Hofkerk in Dresden.                                                                                     |      |
| 1938                | Stanislaus Leszczyński (1677-1766)        | Koning en grootvorst van Litouwen. Glazen barokreliekhouder met zijn as. |      |

## Sigismund de Oudecrypte (16e eeuw)
| Jaar van bijzetting | Persoon                           | Beschrijving | Graf |
| ------------------- | --------------------------------- | --- | ---- |
| 1548                | Sigismund I van Polen (1467-1548) | Koning van Polen en grootvorst van Litouwen. Deelt het graf met zijn zoon Olbracht. De sarcofaag is ontworpen door Bartolommeo Berrecci. |      |
| 1548                | Olbracht Jagiellończyk (1527)     | Prins. Zoon van Sigismund I van Polen en Bona Sforza. Deelt het graf met zijn vader Sigismund I.                                         |      |

## Stefan Batorycrypte (16e eeuw)
| Jaar van bijzetting | Persoon                      | Beschrijving | Graf |
| ------------------- | ---------------------------- | --- | ---- |
| 1588                | Stefanus Báthory (1533-1586) | Koning van Polen en grootvorst van Litouwen. De tinnensarcofaag is in 1588 in Gdansk door Daniel Gieseler vervaardigd. Gerestaureerd in 1877, 1931 en 2015-2016. |      |

## Wazacrypte (17e eeuw)
| Jaar van bijzetting | Persoon                              | Beschrijving | Graf |
| ------------------- | ------------------------------------ | --- | ---- |
| 1632                | Sigismund III van Polen (1566-1632)  | Koning van Zweden (tot 1599), koning van Polen en grootvorst van Litouwen.                                             |      |
| 1633                | Constance van Oostenrijk (1588-1631) | Koningin van Polen en grootvorstin van Litouwen tijdens haar huwelijk met Sigismund III van Polen.                     |      |
| 1635                | Jan Albert Wasa (1612-1634)          | Prins en kardinaal. Zoon van Sigismund III van Polen en Constance van Oostenrijk.                                      |      |
| 1652                | Jan Zygmunt Waza (1652)              | Prins. Zoon van van Jan II Casimir van Polen en Maria Ludovica Gonzaga.                                                |      |
| 1667                | Maria Ludovica Gonzaga (1611-1667)   | Koningin van Polen en grootvorstin van Litouwen tijdens haar huwelijk met Wladislaus Wasa en Jan II Casimir van Polen. |      |
| 1676                | Jan II Casimir van Polen (1609-1672) | Koning van Polen en grootvorst van Litouwen.                                                                           |      |
| 1696                | Jan III Sobieski (1629-1696)         | Koning van Polen en grootvorst van Litouwen. In 1784 naar de Sint-Leonarduscrypte overgebracht.                        |      |

## Władysław IV-crypte (17e eeuw)
| Jaar van bijzetting | Persoon                                   | Beschrijving | Graf |
| ------------------- | ----------------------------------------- | --- | ---- |
| 1648                | Wladislaus Wasa (1595-1648)               | Koning van Polen en grootvorst van Litouwen. Zijn hart is bijgezet in de Sint-Casimirkapel van de Kathedraal van Vilnius. De vergulde koperen sarcofaag is in Toruń vervaardigd. |      |
| 1648                | Cecilia Renata van Oostenrijk (1588-1631) | Koningin van Polen en grootvorstin van Litouwen tijdens haar huwelijk met Wladislaus Wasa.                                                                                       |      |
| 1648                | Zygmunt Kazimierz Waza (1640-1647)        | Prins. Zoon van Wladislaus Wasa en Cecilia Renata van Oostenrijk. |      |
| 1648                | Maria Anna Izabela Wazówna (1642)         | Prinses. Dochter van Wladislaus Wasa en Cecilia Renata van Oostenrijk. |      |